# United-Airlines-Flug 2885
Auf dem inländischen amerikanischen Linienfrachtflug United-Airlines-Flug 2885 (Flugnummer IATA: UA2885, ICAO: UAL2885, Funkrufzeichen: UNITED 2885) von Cleveland nach Los Angeles über Detroit verunglückte am 11. Januar 1983 eine Douglas DC-8F-54 „Jet Trader“ der United Airlines, als die Piloten versuchten, die vertrimmte Maschine nach der Zwischenlandung auf dem Flughafen Detroit zu starten. Bei dem Unfall kamen alle drei Insassen der Maschine ums Leben.

## Flugzeug
Bei der verunglückten Maschine handelte es sich um eine Douglas DC-8AF-54 „Jet Trader“ mit der Werknummer 46010 und der Modellseriennummer 406, deren Roll-Out am 27. September 1968 erfolgt war. Bei der Maschine handelte es sich um ein ab Werk gebautes Frachtflugzeug. Die DC-8 wurde am 31. Oktober 1968 an United Airlines ausgeliefert und von dieser seitdem durchgehend mit dem Luftfahrzeugkennzeichen N8053U und der Flottennummer 2053 betrieben. Das vierstrahlige Langstrecken-Schmalrumpfflugzeug war mit vier Mantelstromtriebwerken des Typs Pratt & Whitney JT3D-3B ausgerüstet. Bis zum Zeitpunkt des Unfalls hatte die Maschine eine Gesamtbetriebsleistung von 31.902 Betriebsstunden absolviert, auf die 14.674 Starts und Landungen entfielen.

## Besatzung
An Bord der Maschine befand sich eine dreiköpfige Besatzung, bestehend aus einem Flugkapitän, einem Ersten Offizier und einem Zweiten Offizier:
- Flugkapitän war der 55-jährige William S. Todd (* 22. März 1927), der am 4. April 1955 durch United Airlines eingestellt worden war. Todd war für Maschinen der Typen Convair CV-240, Convair CV-340, Convair CV-440, Boeing 707, Boeing 720 und Douglas DC-8 zertifiziert. Darüber hinaus war er seit dem 6. Juli 1955 als Flugingenieur an Bord der Douglas DC-6 tätig gewesen, wobei alle Maschinen dieses Typs bei United Airlines bis 1969 ausgesondert worden waren. Todd verfügte über 16.102 Stunden Flugerfahrung, wovon 2.711 Stunden auf die Douglas DC-8 entfielen.
- Erster Offizier war der 51-jährige James G. Day (* 31. Januar 1931), der United Airlines seit dem 21. März 1966 angehörte. Er verfügte über 9.360 Stunden Flugerfahrung, wovon 6.493 auf die Douglas DC-8 entfielen.
- Zweiter Offizier war der 50-jährige Robert E. Lee (* 24. Juni 1932), der seit dem 23. Dezember 1967 für United Airlines arbeitete. Von seinen 8.827 Stunden Flugerfahrung hatte er 4.468 Stunden im Cockpit der Douglas DC-8 absolviert.

## Unfallhergang
Die Maschine startete um 01:15 Uhr Ortszeit in Cleveland zu einem Flug nach Los Angeles. Um 01:52 Uhr wurde die Landung zum planmäßigen Zwischenstopp in Detroit durchgeführt. Vor Ort wurden für Detroit vorgesehene Frachtstücke entladen, die Maschine betankt und Frachtstücke, die nach Los Angeles geflogen werden sollten, beladen. Anschließend wurden die Triebwerke gestartet und die Maschine rollte um 02:45 Uhr in Richtung der Startposition von Startbahn 21R. Während des Rollvorgangs arbeitete die Besatzung die Checkliste für den Start ab. Der Zweite Offizier rief "Trimmung", der Erste Offizier erwiderte "Gesetzt", tatsächlich jedoch versäumte die Besatzung, die Höhenflosse in die für den Start erforderliche Position zu trimmen, sodass diese in Landeposition getrimmt blieb. Um 02:49 Uhr einigte sich die Besatzung darauf, dass der Erste und der Zweite Offizier ihre Sitzplätze tauschen, was diese daraufhin taten. Um 02:50 Uhr erhielt die Besatzung die Startfreigabe. Um 02:51:05 Uhr wurde Startschub gegeben. Die Maschine hob um 02:51:41 Uhr ab und stieg zunächst mit horizontal ausgerichteten Tragflächen auf eine Flughöhe von 1.000 Fuß. Die DC-8 rollte dann in einer graduellen Rechtskurve nach rechts, bis die Tragflächen vertikal ausgerichtet waren – die rechte zeigte gen Boden, die linke nach oben. Die Maschine schlug schließlich um 02:52 Uhr auf einem frisch gepflügten Acker auf. Die Maschine wurde beim Aufprall völlig zerstört, alle drei Insassen kamen ums Leben.

## Ursache
Nach dem Unfall übernahm das National Transportation Safety Board die Ermittlungen zur Unfallursache. Der Abschlussbericht wurde am 31. Oktober 1983 veröffentlicht. Die Ermittler stellten fest, dass der Unfall durch das Versäumnis der Besatzung, die Checkliste für den Start sauber abzuarbeiten, verursacht wurde. Durch dieses Versäumnis übersahen die Piloten, dass sich die Höhenflosse beim Start noch in der Landestellung befand. Die Ermittler stellten ferner fest, dass es vor dem Start unter den Besatzungsmitgliedern einen Wechsel der Sitzplätze sowie der Rollen gegeben hatte: Auf einer Aufzeichnung des Cockpit Voice Recorders war zu hören, wie der Flugkapitän den Ersten Offizier fragte, ob er bereit sei, mit dem Flugingenieur die Sitzplätze zu tauschen, damit dieser die Maschine beim Start steuern könne. Dies widersprach nicht nur den Bestimmungen von United Airlines und der Federal Aviation Administration, es war auch hochproblematisch, da der Flugingenieur überhaupt nicht zum Steuern einer Douglas DC-8 zertifiziert gewesen war. Im Rahmen der Untersuchung wurde bekannt, dass es sich bei einem Wechsel der Sitzpositionen und bei der Durchführung von Starts durch Flugingenieure um eine relativ seltene, aber keinesfalls ungewöhnliche Begebenheit handelte. Der Erste Offizier habe eingewilligt, der Flugingenieur zwar zunächst einige Zweifel geäußert, sich letztlich jedoch auch auf den Vorschlag eingelassen. Die Ermittlungen ergaben, dass der Flugingenieur im Juni 1979 zwar zur Ausbildung zum Ersten Offizier an Bord der Douglas DC-8 zugelassen worden war, jedoch sei die Ausbildung aufgrund mangelhafter Leistungen zwei Monate später abgebrochen worden. Später, im Februar 1980, habe er erneut eine Weiterbildung zum Ersten Offizier angetreten, diesmal auf der Boeing 737, jedoch sprachen sich seine Ausbilder letztlich aufgrund mangelhafter Leistungen dafür aus, die Ausbildung erneut zu beenden.